# 法厄同区

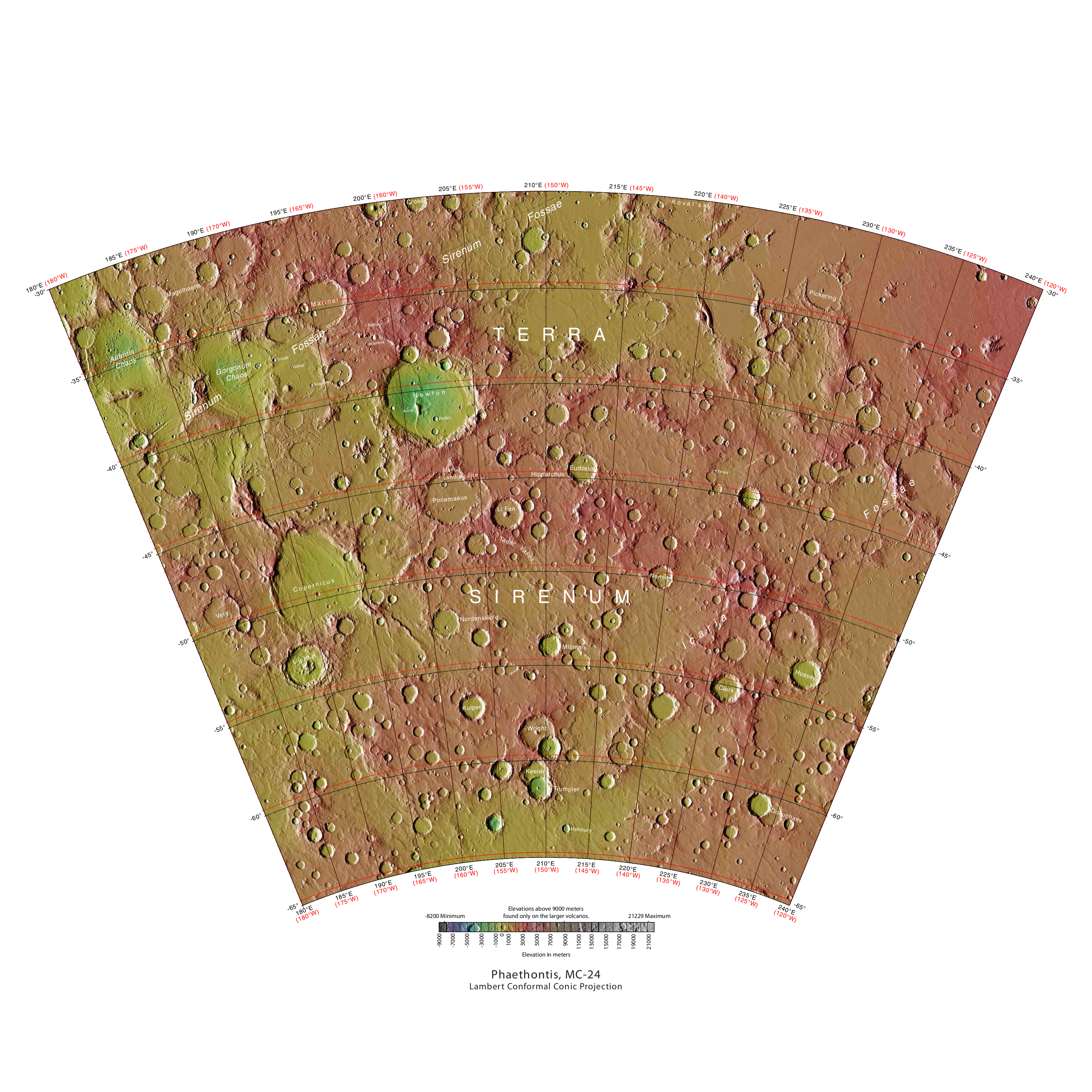
法厄同区

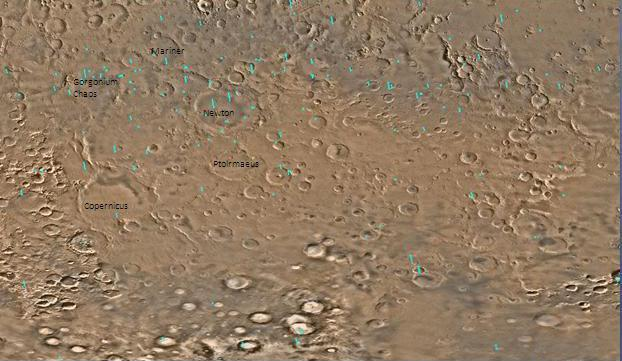
法厄同区地圖。

法厄同区（英語：Phaethontis quadrangle）是美国地质调查局太空地质学研究计划（Astrogeology Research Program）对火星表面划分的30个区域之一，编号为MC-24。
法厄同区覆盖了火星西经120°至180°、南纬30°至65°的区域。苏联火星3号于1971年12月在火星上的着陆点（44.9° S，160.1° W）就位于该区，不过它在着陆后仅传回20秒的信号便停止了工作。